# Cymbalophora haroldi
Cymbalophora haroldi är en fjärilsart som beskrevs av Charles Oberthür 1911. Cymbalophora haroldi ingår i släktet Cymbalophora och familjen björnspinnare. Inga underarter finns listade i Catalogue of Life.